# Heliconius griseoviridis
Heliconius griseoviridis är en fjärilsart som beskrevs av Heinrich Neustetter 1938. Heliconius griseoviridis ingår i släktet Heliconius och familjen praktfjärilar. Inga underarter finns listade i Catalogue of Life.